# Bzipi
Bzipi (georgiska: ბზიფი; abchaziska: Бзыҧ Bzyp) är en av de två största floderna i Abchazien tillsammans med Kodori, samt den tolfte längsta floden i Georgien.

## Geografi
Bzipis flodområde ligger i den subtropiska zonen i Kaukasien. Floden är sett till sin längd den största i Abchazien (110 km lång) och har näst högsta vattenföring (96 m³/s) efter Kodorifloden. Vid flodens mynning i Svarta havet delar den sig i två utmynningskanaler.
Lera, märgel, dolomiter och sandstenar stöts på längs Bzipi som flyter ner från en höjd på 2,300 meter i de västra delarna av Stora Kaukasus tills den mynnar ut i två delar vid Svarta havet. Floden gränsar till Bzipidalen, Gagradalen och några andra dalar i stora kaukasusregionen. I övre delen av floden möter den Dzjimsafloden, som flyter i dalen som delar flodens namn.

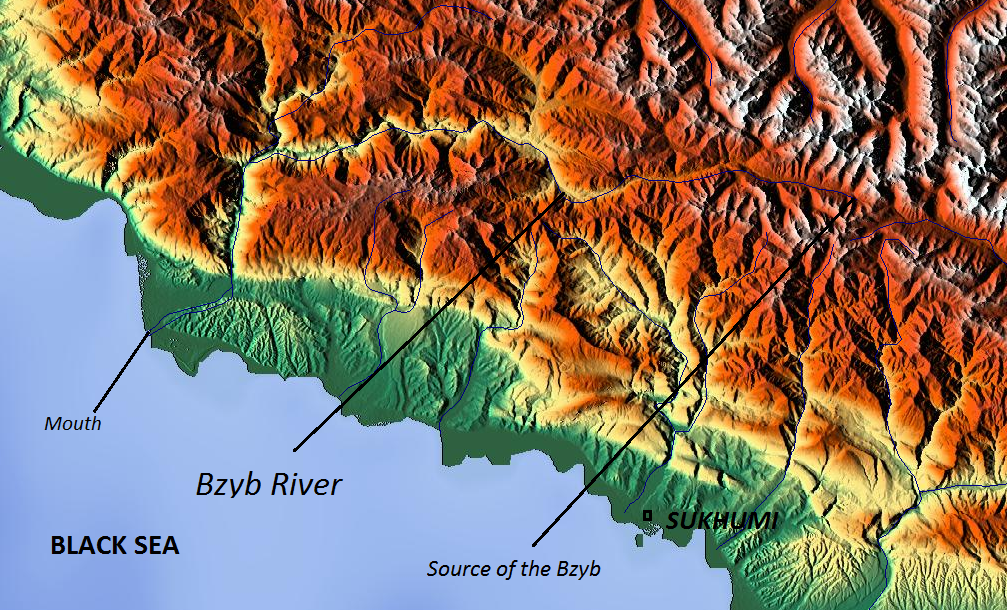
Karta över Bzipiflodens flöde.

Sydöst om Bzipiflodens flodmynning ligger Bitjvintaudden, som sträcker sig ut i Svarta havet. Seismiska data från regionen har avslöjat att dalarna på de submarina sluttningarna skar dussintals meter in i Miocen-Pliocen-konglomeratet.

## Rekreation och användning

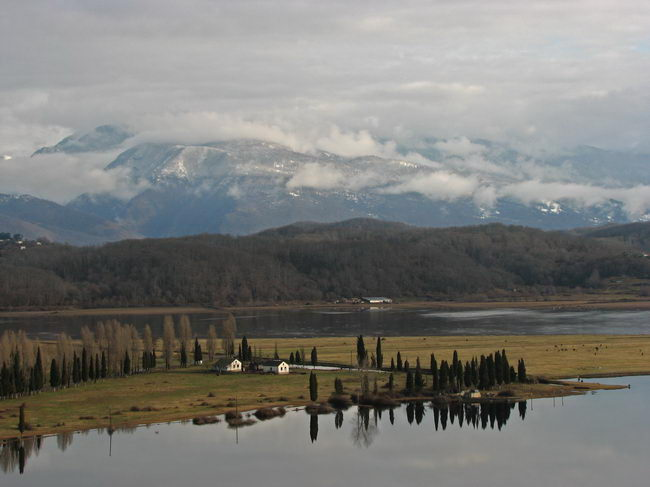
Vy från Bitjvintaudden mot Kaukasusbergen.

Sovjetunionens ledare Nikita Chrusjtjov, vars favoritsemesterort låg nära flodmynningen, föreslog att en större damm och ett vattenkraftverk skulle anläggas vid Bzipifloden. Förslages avråddes dock av experter, som menade att det skulle ge kusten en förödande stranderosion. Dammen blev istället byggd vid Enguri, där Enguridammens påverkan på omgivningen blev betydligt mindre omfattande.
Floden är ett populärt resmål för kajak- och forsränning. Inom flodens avrinningsområde finns bland annat sjön Ritsa.
Bitjvintaudden vid flodens mynning har många viktiga landmärken som den forntida bosättningen Pitiunt, en fyr, ett tempel från 900-talet, ett museum och ett naturskyddsområde för tall inrättat år 1926.